# Topolino in Arabia
Topolino in Arabia (Mickey in Arabia) è il titolo di un cortometraggio di Topolino del 1932, prodotto da Walt Disney per la Columbia Pictures e uscito il 20 luglio 1932.

## Trama
Topolino e Minni stanno cavalcando a dorso di cammello attraverso il deserto arabo e si imbattono in una vivace cittadina.  Smontando all'interno, i topi scattano alcune fotografie divertenti mentre il loro cammello divora il contenuto di un barile di birra.  Mentre Minni si allontana con la sua macchina fotografica da Topolino, che sta posando per lo scatto, un sultano la rapisce da dietro una recinzione.
Topolino va all'inseguimento, ma il suo cammello ubriaco serve a poco;  scoperto il palazzo del sultano, il topo scala il muro e, attraverso una finestra, entra in una stanza dell'edificio, dove trova una Minnie urlante che lotta contro il cattivo amoroso.  Rompendo la presa del sultano, Topolino diventa il bersaglio dei proiettili del sultano.  Nasconde Minnie in un vaso di fiori, e prevale, per caso, sugli uomini ben armati del sultano.
Topolino viene inseguito (mentre tiene in equilibrio delicatamente il vaso di fiori tra le mani) dal sultano stesso, fuori dalla finestra, su per la scala a chiocciola che porta al tetto del palazzo, quindi all'edificio successivo, dove lascia cadere il vaso, salvando solo Minnie  dalla caduta sul bordo dell'edificio, da cui scivola a causa di un mattone allentato.
Minnie e Topolino cadono in un tendone: il sultano arrabbiato, ancora all'inseguimento, balza dallo stesso bordo, costringendo Topolino a ritrarre il tendone, rendendo la caduta del sultano notevolmente meno piacevole.  Le lance dei guerrieri del sultano, evitate allo stesso modo, si dirigono verso il sultano sepolto impotente.  Il sultano si precipita, dolorante, in lontananza.  Topolino chiama il suo cammello e, con Minnie, se ne va felice.